# Szczuków
Szczuków – wieś na Ukrainie, w obwodzie lwowskim, w rejonie turczańskim. Przed II wojną światową w granicach Polski, wchodziła w skład powiatu turczańskiego.